# Vyl'gort
Vyl'gort (in lingua russa Выльгорт) è un villaggio di circa 10 000 abitanti situato in Russia, nella Repubblica dei Komi. È il centro amministrativo del distretto Syktyvdinskij.
Si trova vicino al fiume Sysola, il villaggio è adiacente alla parte sud-occidentale della città di Syktyvkar.